# سولزا (شهرستان کارگوپولسکی، استان آرخانگلسک)
سولزا (به لاتین: Solza) یک منطقهٔ مسکونی در روسیه است که در استان آرخانگلسک واقع شده‌است.